# Préfecture apostolique d'Ioujno-Sakhalinsk
La préfecture apostolique d'Ioujno-Sakhalinsk est une église particulière de l'Église catholique en Russie.

## Territoire
La préfecture apostolique couvre l'oblast de Sakhaline. Son siège est en la pro-cathédrale Saint-Jacques d'Ioujno-Sakhalinsk.

## Histoire
La mission sui juris de Karafuto a été érigée le 18 juillet 1932 à partir du vicariat apostolique de Sapporo. Le 21 mai 1938, elle est élevée au rang de préfecture apostolique. Le 10 février 2002, elle est renommée préfecture apostolique d'Ioujno-Sakhalinsk.

## Ordinaire
- 1934-1938, administrateur apostolique : Wenceslaus Kinold, O.F.M.
- depuis le 31 mai 1938 à 1941 R.P. Felix Herrmann, O.F.M.
- 1941-1944, administrateur apostolique : abbé Laurentius Todo Tadewaki, administrateur apostolique
- de 1944 à 1953 Augustinus Isamu Seno
- du 30 janvier 1953 au 26 mars 1989 Benedictus Takahiko Tomizawa
- du 26 mars 1989 à 2000 Petrus Toshio Jinushi (à partir de 1987, évêque de Sapporo)
- de 2000 au 17 avril 2003, administrateur apostolique : Jerzy Mazur S.V.D.
- depuis le 17 avril 2003, administrateur apostolique : Cyrille Klimowicz (évêque d'Irkoutsk)